# حسين محمد شلبي
حسين محمد شلبي (1921-2003) هو فقيه وداعية إسلامي مصري ويُعتبر من أبرز الدعاة والفقهاء الأزهريين في العصر الحديث .

## حياته
وُلدَ في مركز كفر الزيات بمحافظة الغربية في 27 يوليو 1921 وهو ينتمي إلى عائلة معروف نسبها من الأشراف هو والسيدة زوجته. تلقى تعليمه المبكر في الكُتاب وفي المدارس والمعاهد الأزهرية بمدينة طنطا ثم انتقل إلى جامعة الأزهر بالقاهرة وتخرج منها حيث حصل على الشهادة العالية لكلية الشريعة عام 1947 ثم حصل على شهادة العالمية مع الإجازة في القضاء الشرعي عام 1949 ثم حصل على شهادة العالمية مع الإجازة في التدريس عام 1952 ( الدكتوراه )، وهو حاصل على شهادات في الدراسات العليا من كلية دار العلوم. حفظ القرآن وهو في العاشرة من عمره وكان متفوقاً في دراسته الثانوية والجامعية دائماً، وقد تم تكريمه من الملك فاروق الأول لتفوقه الدراسي.
أبناء الشيخ : ( الأستاذ الدكتور المهندس / محمد المنشاوي شلبي - السيد المحاسب / محمد سعيد شلبي - الأستاذ الدكتور / محمد نبيل شلبي - السيد الأستاذ / محمد حسين شلبي - الأستاذة الدكتورة / نادية حسين شلبي - الكيميائية السيدة / أميرة حسين شلبي).

## حياته الوظيفية

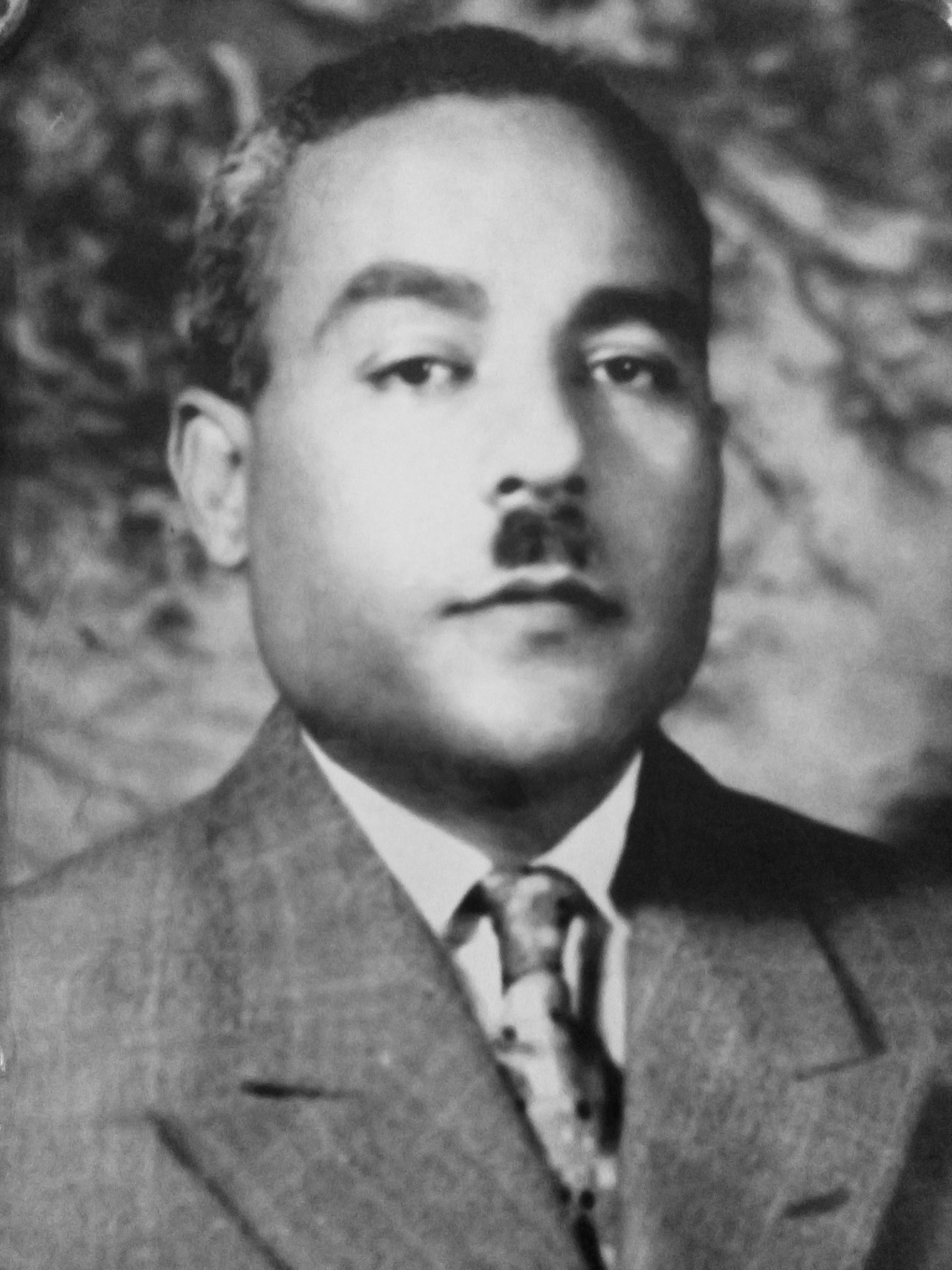
صورة شخصية لفضيلة الشيخ حسين محمد شلبي

بدأ حياته الوظيفية في سلك القضاء الشرعي، ثم عمل بوزارة الأوقاف إمامًا، خطيبًا، واعظًا، ومفتشًا بمساجدها، ثم عمل بوزارة المعارف "التربية والتعليم"، "مدرسًا، معلمًا، مربيًا، مديرًا، وموجهًا بمدارسها الثانوية، وقد تتلمذ على يديه الكثيرون من الشباب والكبار.
له نشاطه الدينى المعتدل في مقالاته ببعض الجرائد والمجلات وله خطبه ومحاضراته ودروسه المخطوطة والمسجلة على الكاسيت وغيره بالمساجد.

## مؤلفاته
قام بتحقيق عدد من الكتب منها ( تفسير معاني القرآن-خ ) و ( شرح أبيات المعاني-خ ) و (الاشتقاق-خ) و ( معاني الشعر و القوافي-خ ) عن الأخفش الأوسط . وفقا لما ذكره الزركلي في كتابه الأعلام .

## وفاته
توفيَ الشيخ في نفس يوم ميلاده في 27 يوليو عام 2003م في ضاحية المعادي بالقاهرة.